# ニセショウロ科
ニセショウロ科(Sclerodermataceae)はイグチ目のきのこの分類。ほとんどが有毒なので食べない事が望ましい。また、ショウロ類、セイヨウショウロ（トリュフ）類とは生物学的にはほとんど関係が無い。
地上生で類球形のものが多く、大きさは小型のものから大型のものまで様々である。比較的若い頃から内部は黒く、成熟すると綿葛状の暗色系の胞子塊となる。また、無臭である。
形態が単純であるため、肉眼での同定が難しく多くの未知種があるものと考えられている。

## 下位分類
- ニセショウロ属 (Scleroderma)